# Einphasen-Dreileiternetz

Schaltung eines Ortstransformators in einem Einphasen-Dreileiternetz

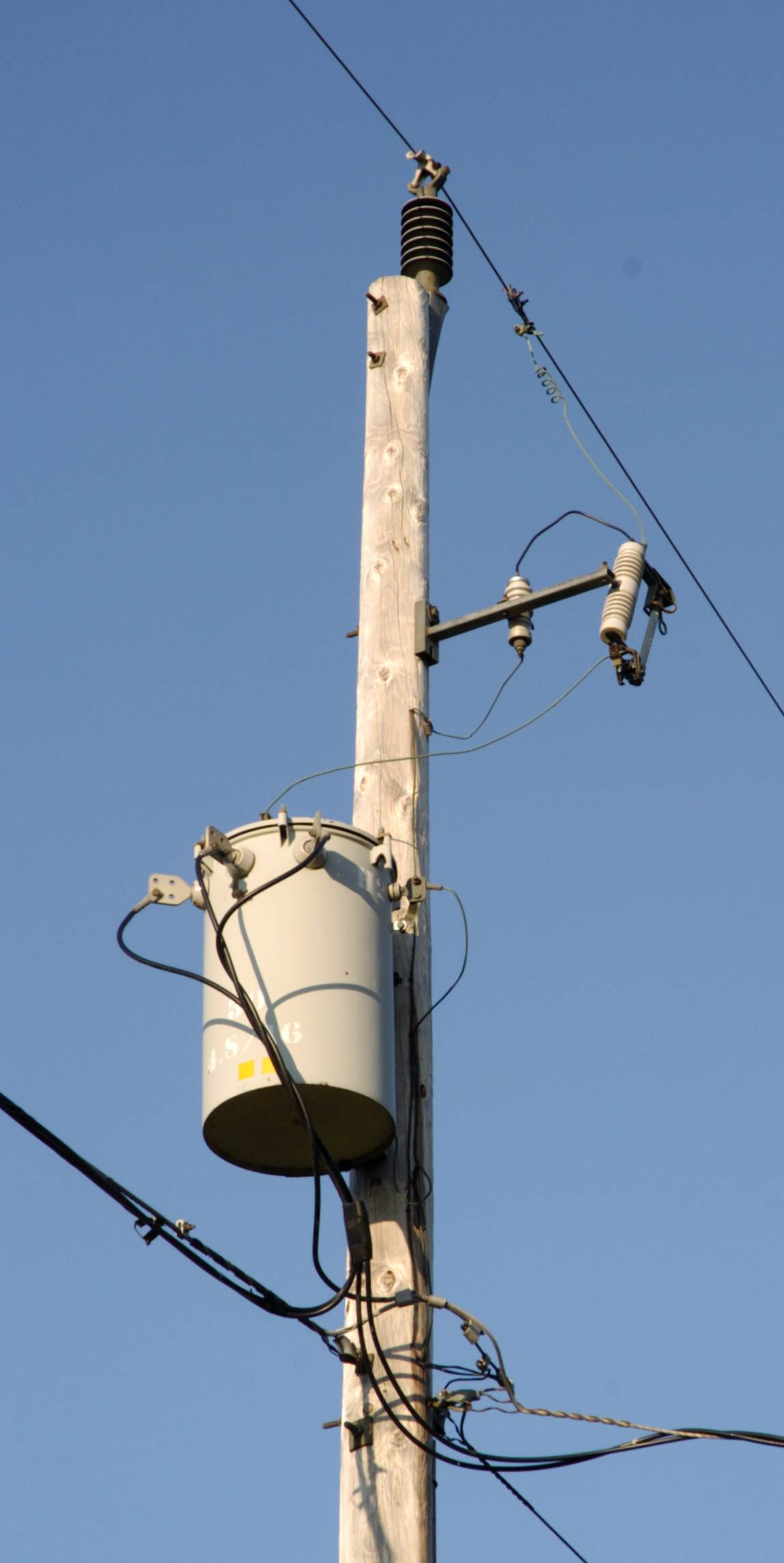
Masttransformator (Ortstransformator) im nordamerikanischen Raum. (SWER-System) Erkennbar die von oben kommende einphasige Mittelspannungsanspeisung. Im vorderen Bereich die drei Sekundäranschlüsse (120 V/240 V).

Ein Einphasen-Dreileiternetz (englisch split-phase electric power) ist ein Stromversorgungs-System, das üblicherweise in Nordamerika für Einfamilien-Haushalte und Kleinbetriebe (bis etwa 100 kW) verwendet wird. Es ist die Wechselstrom-Variante von Edisons mittlerweile historischem Dreileiter-Gleichspannungs-System. Da auf zwei Leitern Spannung anliegt, wird es oftmals als Zweiphasenstrom bezeichnet. Tatsächlich liegen an beiden (Außen-)Leitern gegenphasige (180° zueinander) Wechselspannungen an.

## Anschlüsse
Ein Transformator, der ein Einphasen-Dreileiternetz speist, hat hochspannungsseitig eine Primärwicklung für die Außenleiterspannung aus dem Mittelspannungsnetz, das beispielsweise mit 10 kV betrieben wird. Bei sternförmigen Mittelspannungsnetzen mit geerdetem Sternpunkt, wie sie im nord- und mittelamerikanischen Raum wie den USA üblich sind, ist die Primärwicklung zwischen einem Außenleiter und dem geerdeten Sternpunkt angeschlossen. Bei dreieckförmigen Mittelspannungsnetzen ohne betriebsmäßig geerdeten Sternpunkt, wie sie in Großbritannien üblich sind, ist die Primärseite zwischen zwei Außenleitern angeschlossen.
In ländlichen ausgedehnten Versorgungsgebieten, insbesondere in Australien, Neuseeland und Kanada, werden Einphasen-Dreileiternetze auf der Oberspannungsseite aus Kostengründen auch nur einpolig aus dem Mittelspannungsnetz versorgt. Als betriebsmäßiger Retourleiter dient auf der Hochspannungsseite die Erdung. Diese Systeme werden als Single-Wire Earth Return (SWER) bezeichnet.
Sekundärseitig ist der Transformator so ausgelegt, dass jeweils zwischen dem Neutralleiter (N) und einem beliebigen der beiden anderen Leiter, L1 oder L2, beispielsweise 120 V Wechselspannung anliegen. Diese Spannung ist in den USA und Kanada üblich. Zwischen den beiden Leitern L1 und L2 liegt die doppelte Spannung, also 240 V an. Die Mittelanzapfung auf Sekundärseite wird üblicherweise geerdet. Dieses ist auch nötig, um den Betrieb von Fehlerstromschutzschaltern zu ermöglichen.
In ländlichen Regionen von Großbritannien werden 230-V/460-V-Einphasen-Dreileiternetze verwendet, um Bauernhöfe und eine kleine Anzahl entlegener, zusammengehöriger Häuser anzuschließen. Allerdings steht den Nutzern solcher Hausanschlüsse, bei denen nur zwei Außenleiter des Mittelspannungsnetzes hingeführt sind, dann kein Dreiphasenwechselstrom („Drehstrom“) zur Verfügung; der Betrieb von beispielsweise Drehstrom-Asynchronmaschinen für landwirtschaftliche Maschinen ist nur durch zusätzliche Schaltungen wie die Steinmetzschaltung oder mit einem Frequenzumrichter möglich.
In Deutschland und vielen anderen Regionen Europas, wo die Stromversorgung der Haushalte zum Teil bis in die zweite Hälfte des 20. Jahrhunderts ebenfalls über Einphasen-Dreileiternetze erfolgte, wurde sie seit den 1950er Jahren standardmäßig auf das neuere Dreiphasenwechselstrom-Netz umgestellt, so dass Einphasen-Dreileiternetze hier heute größtenteils unbekannt und allenfalls noch in einzelnen, dem Bestandsschutz unterliegenden Alt-Installationen zu finden sind.

## Dreiphasenerweiterung

Sekundärseitige Schaltung des Ortstransformators bei Erweiterung auf drei Außenleiter

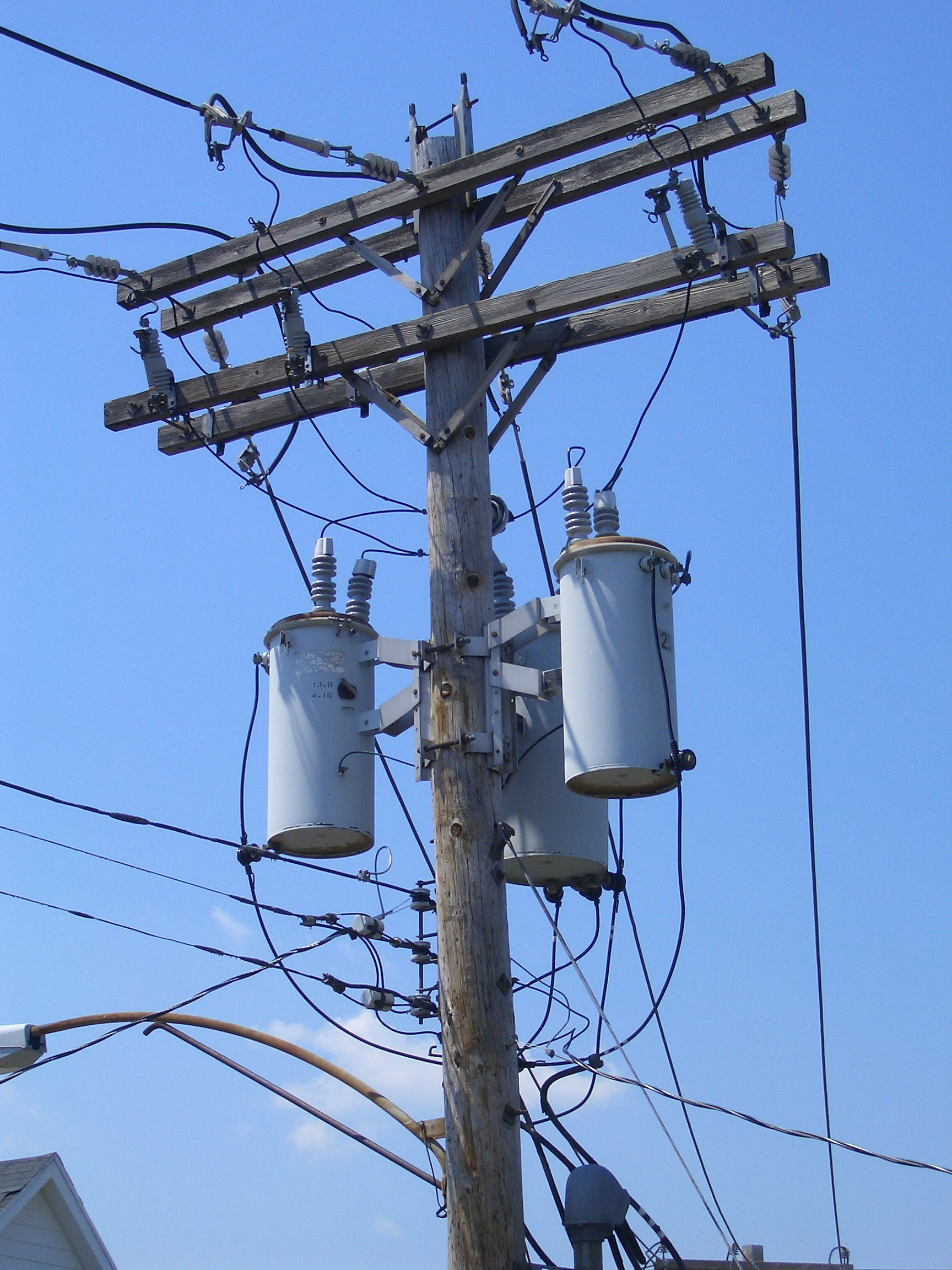
Drei einzelne Masttransformatoren, in Dreieckschaltung nach oben am dreiphasigen Mittelspannungsnetz angeschlossen

Eine vor allem im nordamerikanischen Raum übliche Erweiterung des Einphasen-Dreileiternetzes für den Dreiphasenwechselstrom ist das Delta 4-Wire, High Leg Delta oder auch Red-Leg Delta System.
In Europa ist diese Art der Niederspannungsversorgung gänzlich unüblich.
Diese Erweiterung bietet den Vorteil, dass es keiner Änderung für die im amerikanischen Raum üblichen Einphasen-Dreileiteranschlüsse im Bereich der 120 V/240 V bedarf. Zur Versorgung der Ortstransformatoren ist eine Dreiphasenanspeisung aus dem Mittelspannungsnetz nötig.
Sekundärseitig wird der als Drehstromtransformator und im Dreieck geschaltete Ortstransformator – in ländlichen Gebieten sind das stattdessen oft drei einzelne Masttransformatoren – wie in nebenstehender Skizze verschaltet. Die Anschlüsse L1 und L2 und der geerdete Neutralleiter N sind die dem Einphasen-Dreileitersystem entsprechenden Anschlüsse. Der zusätzliche vierte Anschluss L3 wird als High Leg bezeichnet. Somit ergibt sich zwischen L1, L2 und L3 ein Drehstromsystem mit einer verketteten Spannung von 240 V, das beispielsweise für den Anschluss von Drehstrom-Asynchronmaschinen verwendet werden kann.
Da der geerdete Neutralleiter im Gegensatz zu den in Europa gebräuchlichen Systemen wie dem TT-System nicht am Sternpunkt liegt, sondern an einer Mittelpunktanzapfung einer der im Dreieck geschalteten Wicklungen, existiert in diesem System keine Sternspannung und es ergeben sich verschieden hohe Spannungen zwischen den drei Außenleitern L1, L2 und L3 zu dem geerdeten Neutralleiter N:
L1 zu N = 120 V,
L2 zu N = 120 V
L3 zu N = 208 V ≈ 120 V · √3
Aus der höheren Spannung von L3 gegenüber Erde bzw. N leitet sich die Bezeichnungen High Leg ab. Zur Vermeidung von Anschlussfehlern und gemäß Artikel 110.15 in der NFPA 70 ist dieser Anschluss in den Farben Orange oder Rot zu markieren. Die US-amerikanische NFPA 70, auch als „National Electrical Code“ (NEC) bekannt, ist in etwa vergleichbar mit der vor allem in Deutschland üblichen DIN-VDE-Norm (VDE 0100).
Ein Nachteil des High-Leg-Delta-Systems wie auch des Einphasen-Dreileiternetzes besteht darin, dass die Außenleiter im Mittelspannungsnetz sehr ungleichmäßig belastet werden und es dadurch verstärkt zu Schieflasten kommen kann. Eine Verteilung der einphasigen Verbraucher auf alle drei Außenleiter ist in diesem System auf Niederspannungsseite nicht möglich und eine Schieflast kann nur über mehrere Ortstransformatorstationen hinweg durch abwechselnde Wahl der Außenleiter kompensiert werden. Wegen der Schieflast werden die Transformatoren im nordamerikanischen Raum auch meistens als drei einzelne Einphasentransformatoren mit ggf. unterschiedlicher Leistung ausgeführt und nicht zu einem einzelnen Drehstromtransformator mit bei gleicher Leistung kleinerem Kernquerschnitt zusammengefasst.